# Hrabstwo Yellow Medicine
Hrabstwo Yellow Medicine (ang. Yellow Medicine County) – hrabstwo w stanie Minnesota w Stanach Zjednoczonych. Obszar całkowity hrabstwa obejmuje powierzchnię 763,23 mil2 (1 976,76 km²). Według danych z 2010 r. hrabstwo miało 10 438 mieszkańców. Hrabstwo powstało 6 marca 1871 roku, a jego nazwa pochodzi od rzeki Yellow Medicine.

## Sąsiednie hrabstwa
- Hrabstwo Lac qui Parle (północ)
- Hrabstwo Chippewa (północny wschód)
- Hrabstwo Renville (wschód)
- Hrabstwo Redwood (południowy wschód)
- Hrabstwo Lyon (południe)
- Hrabstwo Lincoln (południowy zachód)
- Hrabstwo Deuel (Dakota Południowa) (zachód)

## Miasta i miejscowości
- Canby
- Clarkfield
- Echo
- Granite Falls
- Hanley Falls
- Hazel Run
- Porter
- St. Leo
- Wood Lake